# Hr.Ms. Jan van Gelder (1937)
De Hr.Ms. Jan van Gelder was een Nederlandse mijnenveger van de Jan van Amstelklasse, gebouwd door de scheepswerf Gusto uit Schiedam. De schepen van de Jan van Amstelklasse konden ook ingericht worden als mijnenlegger.
Op 1 oktober 1939 voer de Van Gelder in het Boomkensdiep bij Terschelling onder commando van luitenant-ter-zee der eerste klasse G.IJ.C. Fraser. Het schip raakte door een explosie, veroorzaakt door een eigen mijn, bij het achterschip zwaar beschadigd. Bij dit incident verloren zes opvarenden het leven en raakten er zeven gewond. Het schip werd naar de rijkswerf in Den Helder versleept voor reparaties.
De Jan van Gelder was op het moment van het incident bezig met het afmaken een klus waarbij op 8 september 1939 Hr.Ms. Willem van Ewijck tegen een mijn dreef en zonk.

## De Jan van Gelder tijdens WO II
Tijdens de Duitse aanval op Nederland in 1940 bevond de Jan van Gelder zich in de haven van Den Helder. In de nacht van 10 mei 1940 maakte de Jan van Gelder samen met de O 13 de oversteek naar het Verenigd Koninkrijk. Op 11 mei in de middag arriveerden deze schepen in de Downs. Voordat de Jan van Gelder aan de slag kon moest ze eerst het dok in voor onderhoud. Ze is onder andere ingezet bij het 12de flottielje mijnenvegers in Portland en het 9de flottielje mijnenvegers in Milford Haven. Later gedurende de oorlog werd ze overgeplaatst naar Dundee waar ze onderdeel werd van de Britse Onderzeedienst, daar werd haar taak het begeleiden van onderzeeboten. Op 26 maart 1943 werd de Jan van Gelder uit dienst genomen en overgedragen aan de Royal Navy. In 1946 werd ze weer overgedragen aan de Nederlandse marine en in dienst genomen onder haar oude naam.

## De Jan van Gelder na WO II
Na de Tweede Wereldoorlog werd de Jan van Gelder tot 1950 ingezet als patrouilleschip in Nederlands-Indië.
Na haar uitdienstelling werd zij, samen met drie zusterschepen, overgedragen aan het Zeekadetkorps Nederland, en toegewezen aan het Schiedamse korps 'Jacob van Heemskerck'. Dit werd een onverwacht thuiskomen, daar de Schiedamse kadetten hun ligplaats hadden aan dezelfde werf als waar de van Gelder ooit van stapel liep.
De kadetten verwijderden de ketels, waardoor het schip in feite een 'drijvend clubhuis' werd.
Door aanhoudende lekkageproblemen in de machinekamer is het schip in 1979 van de sterkte afgevoerd, en verkocht aan een scheepssloperij.